# 이타야나기정
이타야나기정(일본어: 板柳町 이타야나기마치[*])은 일본 아오모리현 쓰가루 평야의 중심부에 있는 기타쓰가루군의 정이다. 현재 인구는 더 줄어들었다.

## 인접한 자치체
- 아오모리시, 히로사키시, 고쇼가와라시
- 기타쓰가루군 쓰루타정
- 미나미쓰가루군 후지사키정

## 역사
원래는 이와키강의 수운으로 발전한 정이다. 히로사키번의 대관소가 놓여 정의 구조에 네모진 나무가 짜넣어지고 있는 것이 현재도 이어져 오고 있다. 메이지 시대 이후에 사과가 이 지역에 전래되면서 사과의 명산지가 되었다.
- 1895년 3월 27일 - 이타야노기촌이 개칭해 아타야나기촌이 되었다.
- 1920년 4월 1일 - 아타야나기촌이 정으로 승격해 이타야나기정이 되었다.
- 1955년 3월 10일 - 이타야나기정, 소에카와촌, 고아미촌, 미나미쓰가루군의 하타오카촌이 합병해 현재의 이타야나기정이 탄생하였다.

## 교통

### 철도
- 동일본 여객철도 고노선

### 도로
- 국도 339호선

## 인구
| 연도 | 인구   | ±%    |
| ---- | ------ | ----- |
| 1960 | 21,860 | —     |
| 1970 | 19,901 | −9.0% |
| 1980 | 19,215 | −3.4% |
| 1990 | 17,766 | −7.5% |
| 2000 | 16,840 | −5.2% |
| 2010 | 15,227 | −9.6% |